# John Hanson
John Hanson és un director de cinema estatunidenc nascut el 7 de març de 1942.

## Filmografia
- 1978 : La llum del nord (Northern Lights)
- 1984 : Wildrose
- 1988 : Traveling Light
- 1993 : Shimmer

## Premis
- Càmera d'or al Festival de Canes 1979 per Northern Lights